# Ortheziola marginalis
Ortheziola marginalis är en insektsart som beskrevs av Ferenc Kozár och Konczné Benedicty in Kozár 2004. Ortheziola marginalis ingår i släktet Ortheziola och familjen vaxsköldlöss.
Artens utbredningsområde är Vietnam. Inga underarter finns listade i Catalogue of Life.